# Iridium Communications
Iridium Communications Inc. (NASDAQ: IRDM

) er en amerikansk satellitkommunikationsvirksomhed. De har et system bestående af 75 satellitter, der benyttes til satellittelefoni og data. Deres services er også tilgængelige via. smartphone.